# Renault Dauphine
Renault Dauphine é um automóvel do segmento C criado pela montadora francesa Renault em 1956. A versão brasileira foi fabricada sob licença da Renault pela Willys Overland do Brasil entre os anos de 1959 e 1968.

## Origem
O Dauphine foi projetado pelo engenheiro Fernand Picard para dar ao consumidor uma alternativa ao já envelhecido Renault 4CV e para concorrer com o Fusca. Como o carro alemão da Volkswagen, tinha motor traseiro, porém refrigerado a água, que assim como várias partes do conjunto mecânico foram herdadas do 4CV. Com quatro portas e carroceria de três volumes, com porta-malas sob o capô dianteiro, o Dauphine surgia como uma alternativa mais confortável que o Fusca.
O pequeno veículo chegou a ser vendido nos Estados Unidos com um sucesso considerado surpreendente pela própria Renault, que em 1957 foram vendidas 28.000 unidades e setembro de 1959 o Dauphine foi até mais vendido que o Fusca. Ainda assim, a Renault enfrentava sérias dificuldades de estabelecer uma rede sólida de revendedores e de assistência técnica pelo vasto território americano. A indústria local também reagiu e passou a importar diretamente das subsidiárias européias veículos pequenos, e uma guerra de preços deu origem a uma certa crise econômica no setor e as vendas da Renault nos EUA foram atingidas em cheio.
O Dauphine foi sucedido pelo Renault 12, lançado em 1969.

## A versão da Willys
O Dauphine foi o primeiro automóvel de passeio da Willys-Overland do Brasil, que já fabricava o utilitário Rural Willys e o Jeep Willys. Foi lançado com motor de quatro cilindros, 845 centrímetros cúbicos de cilindrada e potência de 26,5cv, que tinha o nome de Ventoux. Leve, fácil de dirigir, barato e econômico,o consumo ficava entre 14,5 e 17 quilômetros por litro. O Dauphine se popularizou rapidamente. Um de seus maiores destaques era a suspensão independente Aerostable, com bolsas de borracha cheias de ar que endureciam de acordo com a carga do veículo.
Porém, essa suspensão, projetada para as estradas europeias, causou uma série de problemas nas precárias estradas brasileiras da época, e a fragilidade logo rendeu ao Dauphine uma má fama junto ao público brasileiro (foi aí que surgiu o apelido "Leite Glória", baseado na publicidade da época do leite em pó instantâneo que tinha como slogan a frase "Desmancha sem bater"). Além disso, como o carro capotava com certa facilidade, o bom humor brasileiro novamente não perdoou: apelidou a suspensão de "Aerocapotable".
O Willys Dauphine sofreu uma série de evoluções de motorização e detalhes de conforto e acabamento durante sua existência. Uma versão lendária, denominada Teimoso, é considerada como um dos primeiros carros populares do Brasil, com acabamento bastante simplificado e rudimentar para permitir um preço mais acessível. Em 1962 as alterações causaram o rebatismo do carrinho para outro nome com o qual ficou famoso: Gordini, na verdade, nome do preparador de motores e carros de corrida Amedée Gordini, que trabalhava com a área de competições da Renault. O câmbio passou a ter quatro marchas para a frente, e o motor sofreu ajustes que elevaram sua potência para 40cv. Novos ajustes vieram em 1964 para a versão 1093, que atingia a potência de 55cv graças a novos coletores de admissão, dois carburadores e taxa de compressão maior.
Em 1966 surgiram novos frisos, nova posição da tampa do radiador, e reforços na suspensão que tornaram o Gordini mais resistente. Os últimos modelos foram o Gordini III e o Gordini IV (1968, apenas com novas cores), com lanternas traseiras diferentes e, opcionalmente, freios a disco nas rodas dianteiras. Novas relações de marcha aumentaram a velocidade máxima para 123 km/h e o consumo passou para 13 km/L.
Parte da mecânica do Dauphine foi usada como base para o Projeto M, concebido em parceria entre a Willys brasileira e a Renault. Porém, antes que o novo veículo fosse lançado, a fábrica foi comprada pela Ford em 1967, que deu continuidade ao projeto e o lançou como o futuramente famoso Corcel. Pela parte francesa, o projeto conjunto deu origem ao Renault 12.

## Versão Gordini
Era o sucessor do Dauphine, com uma mecânica mais refinada. Tinha os mesmos 845 cc de capacidade cúbica, mas desenvolvia 40 cv e possuía um câmbio de quatro marchas que lhe dava um desempenho bem superior ao modelo original, com apenas 31 cavalos e câmbio de três marchas. O aumento de potência no motor Ventoux cht foi obra de Amédée Gordini, piloto e respeitado construtor de motores e carros de competição nos anos de 1950 e 1960.
O Gordini tem menos de 4 metros de comprimento e 1,44 metro de altura. Mesmo com quatro portas, a impressão é de que quatro adultos não cabem lá dentro. A carroceria é monobloco e a suspensão, independente nas quatro rodas.
O motor, traseiro, é pequeno e sobra muito espaço sob o capô. Pequeno mas eficaz, sua performance foi elogiada pela imprensa especializada já nas primeiras provas. A revista Quatro Rodas, no teste de lançamento, fez com o Gordini de 0 a 100 km/h em 28,7 segundos e chegou aos 125 km/h de máxima. No trânsito da cidade, seu consumo foi de 8,3 km/l. Estava fadado ao sucesso, afirmava a revista.
Mas a boa crítica não o livrou de um incômodo apelido tascado pelo povo, emprestado de uma campanha publicitária de leite em pó: "Leite Glória...", rapidamente seguido de um "desmancha sem bater." Credita-se essa maledicência a uma crônica dificuldade de relacionamento da suspensão com nossas ruas e sua tendência de transformar a água do radiador em vapor.

### Desafio "50 mil quilômetros"
Para promover o Renault Dauphine - Gordini e com o slogan "40hp de emoção", o jornalista e publicitário Mauro Salles propôs um desafio de resistência para o carro. Com a aprovação de William Max Pearce, o presidente da Willys, o Autódromo de Interlagos foi preparado. Um veículo da marca, escolhido aleatoriamente na linha de produção e sem qualquer preparo especial, foi escolhido para percorrer, dentro do autódromo, a marca de 50 mil quilômetros em menos de um mês. Paul Massonet, representante da Federação Internacional do Automóvel, foi convocado para homologar a marca e a prova de resistência foi iniciada em 26 de outubro de 1964. Para a tarefa, os pilotos Bird Clemente, Luiz Pereira Bueno, José Carlos Pace, Chiquinho Lameirão, Wilson Fittipaldi Júnior, Carol Figueiredo, Geraldo Meirelles, Luís Antônio Greco, o chefe da escuderia, além do convidados Vladimir Costa, Danilo de Lemos e Vitório Andreatta, foram escolhidos para o desafio. No oitavo dia ocorreu um acidente, quando Bird Clemente entrou rápido demais na "Curva 3" e capotou. O carro rolou e parou sobre as quatro rodas. Depois de desvirado, desamassado e sem para-brisas (deste momento, os pilotos só usaram capacete com viseiras), a prova continuou. A cada reabastecimento, ocorria a troca de piloto. Após 22 dias, em 17 de novembro, a Willys deu a maratona por terminada. O carro foi batizado de "teimoso" e depois da prova, desapareceu. Como homenagem, a empresa lançou uma versão, em 1965, denominada de Teimoso.